# Eumecochernes oceanicus
Eumecochernes oceanicus es una especie de arácnido  del orden Pseudoscorpionida de la familia Chernetidae.

## Distribución geográfica
Se encuentra en Hawái.